# Дгармапала (міфологія)

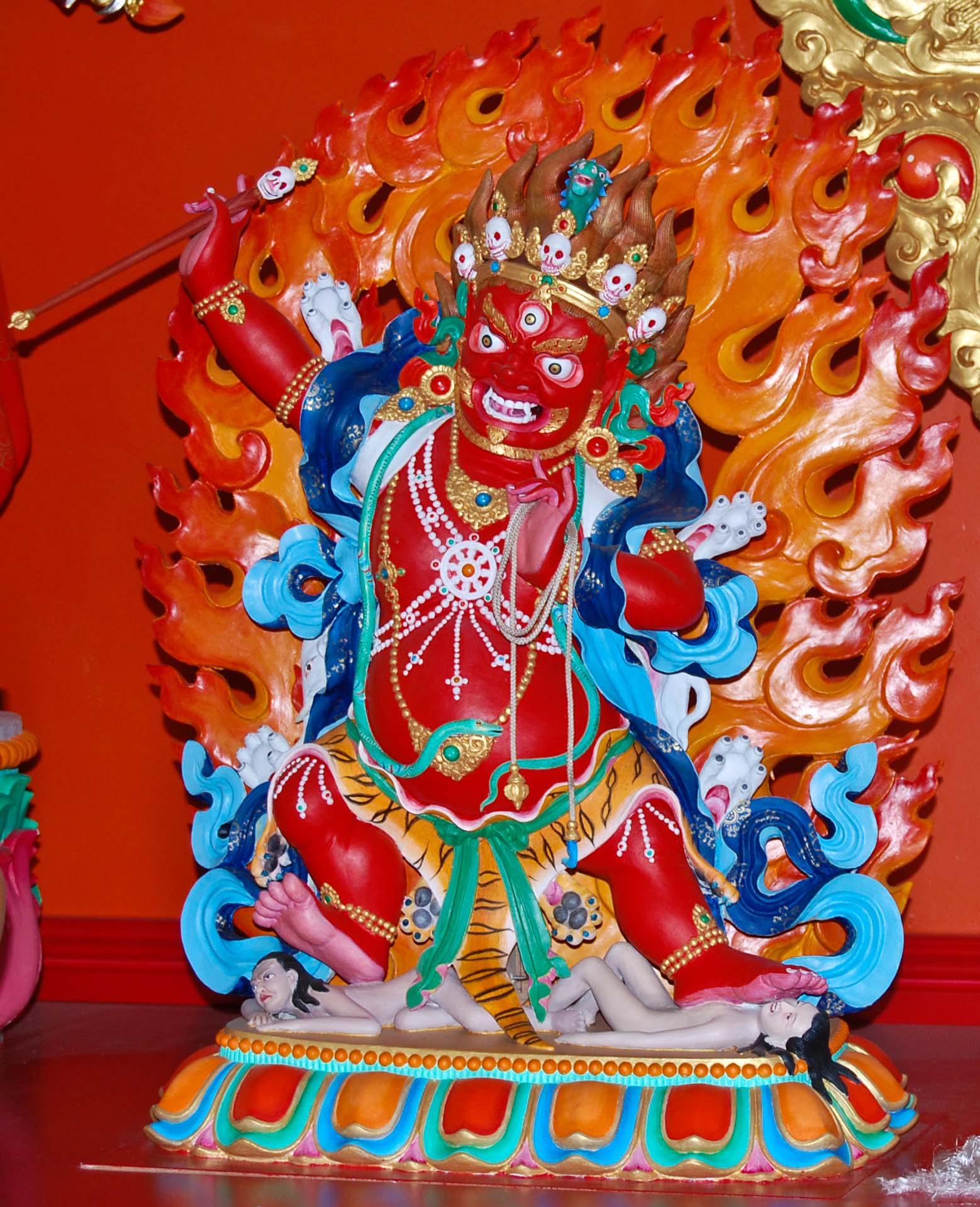
Дгармапала

Дгармапала (божественна істота-оборонець) — в буддійській міфології гнівне божество, що захищає буддійське вчення і кожного буддиста. У Тибеті поряд з назвою Дгармапала (Lang-bo-w ཆས་སང་ chos-skyong) вживають назву Драґшед (དག་གཤད drag-gshed) — «жахливий, гнівний кат», від якого походить монгольський термін «докшит». Також дгармапал іменують янголами-охоронецями
Група дгармапал в пантеоні розмежована не чітко, серед них нерідко перераховуються ідами, дакіні та місцеві божества різних народів, у яких поширювався буддизм.

## Походження
В буддійській міфології є легенди про те, як демони магічною силою святих були звернені в дгармапал. Так, Падмасамбгава підкорив багато божеств тибетської релігії бон, які до цього перешкоджали поширенню буддизму в Тибеті.

## Ритуали
Культ дгармапал виражений в ритуальних костюмованих уявленнях цам, коли групи ченців-танцюристів надягають дерев'яні маски божеств з перуками та зображують їх подвиги. Ці представлення-містерії були приурочені до святкування буддійського нового року і віддалено нагадують китайський танець лева. Танці виконуються під музичний супровід на відкритому повітрі — частіше у дворі монастиря або храму. Позасвятковий час поклоніння дгармапалам проявляється в мантрах і подарунках для їх зображень (Танка) у спеціальних храмах (дацан).

## Іконографія
Іконографія дгармапал корінням сягає в індійське релігійне мистецтво, культ танцюючого багаторукого бога Шиви і його дружини Калі. Божества зображуються низькорослими, м'язистими, їх вишкірені пащі готові проковтнути ворогів віри, їх злісні особи висловлюють відразу до мирських благ, їх могутні мускули означають здатність перемогти зло. Вони всі триокі, причому очі широко розкриті і налиті кров'ю.

## Класифікація
Спочатку виділяли 4 дгармапали — 4 зберігачі сторін світу:
- Вірупакша — червоний Захід.
- Вайшравана — жовтий — Північ.
- Вірудгака — синій — Південь.
- Дгрітараштра (Дхртараштра) («Білий Махакала, Гонгора») — білий — Схід.

Деякі дослідники пропонують розділити дгармапал на дві підгрупи (кшетрапали(jnanapala ,Wisdom Protectors) і локапали(Worldly Guardians)), однак і в цьому випадку за межами класифікації залишається деяке число дгармапал.
Класичний тибетський список містить імена 8 дгармапал:
|  | Ім'я         | Синонім                      | Колір       | Атрибути                                           |
|  | ------------ | ---------------------------- | ----------- | -------------------------------------------------- |
|  | Ямантака     | «Shinje Shed»                | темно-синій | роги                                               |
|  | Хаяґріва     | «Tamdrin»                    | червоний    | тигрова спідниця, корона з 5 черепів               |
|  | Махакала     | «Nagpo Chenpo»               | темно-синій | тигрова спідниця, корона з 5 черепів               |
|  | Палден Лхамо | «Шрі Деві», «Охін-Тэнгри»    | темно-синій | три ока, тигрова спідниця, корона з 5 черепів, мул |
|  | Джамсаран    | «Begtse»                     | червоний    | три ока, корона з 5 черепів,                       |
|  | Кубера       | «Намсарай»                   | білий       | два ока, прапор, білий лев, мангуст                |
|  | Яма          | "Чойджал, «Номун Хан», Ерлік | темно-синій | голова бика, що роги, три ока                      |
|  | Пехар        | Білий Брахма                 | білий       | пташина голова                                     |

Також до числа дгармапал відносять дакині Екаджаті і Ваджрасадху («Dorje Legpa»)